# Gravina di Catania
Gravina di Catania (AFI: [ɡraˈviːna/diː/kaˈtaːnja/]; Prachi in siciliano) è un comune italiano di 25 253 abitanti della città metropolitana di Catania in Sicilia.
Situata nella parte meridionale del vulcano Etna, dista 9 km da Catania, capoluogo di provincia, e 214 km da Palermo, capoluogo di regione.
Fino alla seconda metà del XVII secolo, fu un antico casale catanese con il nome di Plachi, e trae il nome dal casato nobiliare dei Gravina, di Gravina in Puglia che la possedette dal 1645, e con la quale divenne principato. Centro di piccole dimensioni e dedito all'agricoltura, fino ai primi anni sessanta del XX secolo, nei decenni successivi grazie all'imponente flusso migratorio di famiglie provenienti da altri comuni, in particolar modo da Catania, ha assunto le caratteristiche strutturali di un centro urbano. È il secondo comune siciliano con la più alta densità abitativa.

## Geografia fisica

### Territorio
Gravina di Catania è collocata nella parte centrale del territorio della Città metropolitana di Catania. Il suo territorio ha un'estensione di 5,15 km², la terza più piccola tra i comuni della sua provincia. Confina a nord con Mascalucia, a ovest e a sud con Catania, e ad est con Sant'Agata li Battiati e Tremestieri Etneo.
Situata nella parte meridionale dell'Etna, in una zona di pianura, dal punto di vista morfologico il suo territorio risulta essere collinare nella sua parte superiore; la sua altitudine media è di 355 m s.l.m., che varia da una quota minima di 180 m s.l.m. nella sua parte occidentale, a una quota massima di 400 m s.l.m., nella parte settentrionale.
Gravina, che ha una popolazione di oltre 25.000 abitanti, è il secondo comune siciliano per densità abitativa dopo Villabate, in provincia di Palermo, e perciò il più densamente popolato della sua provincia (4.936 abitanti/km²).

### Clima
Gravina di Catania, in generale presenta un clima caldo e temperato, caratterizzato da piovosità nel periodo invernale.. Il suo clima è classificato come di tipo C.
| GRAVINA DI CATANIA | Mesi | Mesi | Mesi | Mesi | Mesi | Mesi | Mesi | Mesi | Mesi | Mesi | Mesi | Mesi | Stagioni | Stagioni | Stagioni | Stagioni | Anno |
| GRAVINA DI CATANIA | Gen  | Feb  | Mar  | Apr  | Mag  | Giu  | Lug  | Ago  | Set  | Ott  | Nov  | Dic  | Inv      | Pri      | Est      | Aut      | Anno |
| ------------------ | ---- | ---- | ---- | ---- | ---- | ---- | ---- | ---- | ---- | ---- | ---- | ---- | -------- | -------- | -------- | -------- | ---- |
| T. max. media (°C) | 9,0  | 9,5  | 10,7 | 13,1 | 17,2 | 21,5 | 24,5 | 24,9 | 22,1 | 17,8 | 13,9 | 10,5 | 9,7      | 13,7     | 23,6     | 17,9     | 16,2 |
| T. min. media (°C) | 5,5  | 5,6  | 6,6  | 8,8  | 12,5 | 16,5 | 19,4 | 20,0 | 17,6 | 13,8 | 10,1 | 7,1  | 6,1      | 9,3      | 18,6     | 13,8     | 12,0 |

## Origini del nome
Il toponimo della cittadina etnea, fino al 1647, era quello di Plache o Plachi, che deriverebbe dal greco Piakos (Πιακοσ), il cui significato è quello di "plaghe" o "campagne". Da quell'anno, venne intitolata in onore ai Gravina, di cui era feudo dal 1645 e con i quali fu anche elevata a principato.
In epoca borbonica, il nome ufficiale del comune fu quello di Gravina Plachi, divenuto l'attuale Gravina di Catania dopo l'annessione della Sicilia al Regno d'Italia con R.D. del 14 dicembre 1862, per distinguerlo dal comune di Gravina in Puglia, in provincia di Bari. Gli abitanti sono detti "gravinesi".
Nel linguaggio dialettale è ancora consuetudine riferirsi a Gravina con l'antico toponimo, ossia Prachi, e agli abitanti con l'appellativo di pracaloti.

## Storia
Le origini della cittadina risalrebbero all'età antica, ad un villaggio menzionato da Diodoro Siculo con il nome di Piakos (Πιακοσ), di probabile fondazione sicula, e indicato anche col nome Trinakie (Τρινακιε) da parte dello storico Santo Mazzarino. Secondo lo stesso Mazzarino, Piakos o Trinakie, divenne uno dei villaggi siculi più forti, e ciò spinse Dionigi il Vecchio a muovere guerra contro di essa nel 440 a.C.: la guerra fu vinta dai Siracusani che saccheggiarono e distrussero il villaggio. Piakos fu successivamente ripopolata da genti provenienti da Naxos e Katane, distrutte dai Siracusani nel 403 a.C..
In epoca romana, sotto l'imperatore Costantino, Piakos, sarebbe diventata una delle massae, ovvero casali, situate nelle vicinanze di Catania, donate alla Santa Sede. Gli stessi casali catanesi furono demanializzati nell'VIII secolo in epoca bizantina, epoca in cui ebbe l'appellativo di pólis Sichelías (πόλις Σιχελίας); con la successiva dominazione saracena, il casale fu inserito amministrativamente nel Val Demone.
Dopo la conquista normanna della Sicilia, il Gran Conte Ruggero nel 1088 ripristinò le diocesi dell'isola, tra cui quella di Catania, sotto la cui giurisdizione feudale e religiosa passarono i casali attorno ad essa, tra cui quello anche quello di Plache o Plachi. Nel 1239 Catania e i suoi casali passarono sotto le dirette dipendenze del Re di Sicilia, e Plachi fu sotto l'amministrazione civile e giudiziaria di Catania.
Nel 1381, a Plachi, in località Santa Maria, si aprì un cratere vulcanico da cui fuoriuscì un fiume di lava che percorse tutte le vallate ad est, e giunse fino al borgo catanese di Ognina.
Il 19 settembre 1636 il territorio di Plachi venne acquistato dal nobile catanese Francesco La Torre, che si investì del titolo di I barone delle Plache. Tornata nuovamente al Regio Demanio, il 30 gennaio 1646, Plachi - che a quell'anno contava 768 abitanti - fu acquistata dal principe Girolamo Gravina. Danneggiato dall'eruzione dell'Etna del 1669, il casale era stato rinominato Gravina in onore al suo feudatario, per privilegio dato il 13 settembre 1647, esecutoriato il 10 gennaio 1648, ed ebbe la dignità di principato, il cui territorio comprendeva anche la vicina San Giovanni Galermo.
Questa è la cronotassi dei Principi di Gravina dal 1644 al 1812:
- Girolamo Gravina (1644-1672)
- Marianna Gravina Gravina (1673-1686)
- Francesco Saverio Valguarnera Gravina (1686-1739)
- Marianna Valguarnera Branciforte (1740-1749)
- Pietro Valguarnera Gravina (1749-1779)
- Giuseppe Emanuele Valguarnera Valguarnera (1779-1809)
- Pietro Valguarnera La Grua (1809-1812)

Il Principato di Gravina, che per via ereditaria era passato ai Valguarnera, fu soppresso nel 1812, a seguito dell'avvenuta promulgazione in quell'anno della Costituzione siciliana concessa dal re Ferdinando III di Borbone, che sanciva l'abolizione del feudalesimo nel Regno di Sicilia. La cittadina etnea divenne comune con il nome Gravina Plachi, che al 1817 contava una popolazione di 1.103 abitanti, e che con la riforma amministrativa del 1819, venne inserita nel Distretto di Catania e nel Circondario di Mascalucia. Dopo l'Unità d'Italia, il comune etneo assunse l'attuale denominazione di Gravina di Catania.
L'8 agosto 1884, con Regio Decreto n. 2583, il Re Umberto I di Savoia costituisce il comune di Gravina di Catania in sezione autonoma del 1° collegio elettorale di Catania, separandolo della sezione elettorale di Mascalucia.
Fino alla prima metà del XX secolo, Gravina era un centro agricolo di piccole dimensioni che contava poco meno di 3.000 anime, ma dopo gli anni sessanta fu caratterizzata da un'espansione demografica e da un processo di urbanizzazione che non aveva precedenti nella sua storia. A causare questa radicale trasformazione della cittadina etnea fu il copioso flusso migratorio di famiglie provenienti da Catania, che portò alla nascita di aree residenziali nella parte orientale del territorio e nelle contrade di Fasano e di San Paolo, che divennero così popolosi quartieri periferici
Lo stemma del comune di Gravina di Catania concesso dal Presidente della Repubblica con decreto del 3 dicembre 2001, è così descritto dallo statuto comunale:
Il gonfalone del comune di Gravina di Catania riproduce il nome del Comune e lo stemma su fondo verde, ornato con ricami d'argento nella parte bassa.

## Monumenti e luoghi d'interesse

Chiesa madre di Sant'Antonio di Padova

Il territorio di Gravina di Catania non presenta beni monumentali di particolare rilievo architettonico, e gli edifici situati nella parte antica presentano in massima parte uno stile rurale.
Particolare importanza riveste la Chiesa di Sant'Antonio di Padova, il maggiore luogo di culto della cittadina, situata lungo la Via Etnea, edificata nel XVI secolo come suffraganea della Chiesa sacramentale di San Nicola di Mascalucia, e divenuta a sua volta chiesa autonoma nel 1579 per decreto del vescovo Vincenzo Cutelli. Distrutta dal terremoto del 1693, fu ricostruita in stile barocco, ma andata successivamente in rovina, venne nuovamente ricostruita tra il 1852 e il 1860, ed eretta a parrocchia nel 1926.
La facciata è piana ad un unico ordine di alzato e definita da paraste, con la sola porta centrale dal timpano spezzato, inglobante la superiore finestra trabeata con timpano arcuato, opera dei fratelli catanesi Antonino e Giuseppe Palazzotto. A sinistra è posto il campanile a base quadrata con quattro fornici e cuspide ottagonale. Le porte di accesso alle navate laterali sono disposte sui fianchi all'inizio delle rispettive pareti. Spazio costruito ad impianto longitudinale e presbiterio absidato. La chiesa è a tre navi, diaframmate da arcate a tutto sesto; presbiterio rialzato e abside semicircolare. A ridosso della navata destra e per quasi tutta la profondità della chiesa si attesta il corpo di fabbrica della sacrestia e degli ambienti parrocchiali al piano terreno, sui quali si estende al primo livello la casa canonica. Nel 1936 subì un incendio che distrusse l'intero archivio parrocchiale.
Un'altra chiesetta è situata poco vicino, nella traversa prospiciente, di cui non è noto il titolo; poco distante verso nord, sorge la piccola Chiesa di Maria Santissima del Rosario, costruita nel 1918 in stile neoclassico, che presenta il portale d'ingresso con i bordi in pietra lavica sormontato da una finestra a forma ottagonale; verso sud sorge la Chiesa di Sant'Antonio Abate, edificata nel 1640 e restaurata nel 1982, il cui prospetto è molto semplice e presenta un portale d'ingresso in pietra lavica sormontato da una finestra a forma ovale, e nel lato destro, presenta un portoncino e due celle campanarie. Sempre nel centro storico di Gravina, nella parte interna verso est, si trova la Chiesa di San Giuseppe, edificata nel XIX secolo, la seconda per dimensioni dopo la Matrice; realizzata in stile neoclassico, sulla parte destra della sua facciata presenta una torre campanaria quadrata.
Molto particolare è la Chiesa di San Paolo dell'omonimo quartiere, costruita tra il 1978 e il 1989 su progetto degli architetti Pietro Biondi e Calogero Lacagnina, col suo caratteristico tetto a punta. Nel quartiere di Fasano, sorge la Chiesa di San Bernardo di Chiaravalle, costruita nel 1989.
Degno di menzione è l'Anfiteatro Villa Comunale "Turi Ferro", intitolato alla memoria dell'attore catanese. Il parco, piuttosto grande e composto da una ricca vegetazione, ospita al suo interno un laghetto artificiale ed un capiente anfiteatro semicircolare all'aperto adatto per spettacoli o concerti.

## Società

### Evoluzione demografica
Abitanti censiti

Gravina di Catania è l'undicesimo comune più popolato della sua provincia. La sua popolazione, cresciuta notevolmente nella seconda metà del XX secolo, dopo la quota massima registrata nel 2001, in cui contava 27.343 abitanti, ha cominciato a calare negli anni successivi. Lo stesso censimento generale del 2001 aveva rilevato una densità abitativa di 5.425,2 abitanti per km², la più elevata di tutta la Sicilia, circa tre volte superiore a quella del capoluogo di provincia, indicato a 1.731.
L'aumento della popolazione di Gravina, è avvenuto in maniera particolarmente intensa nel decennio 1961-1971, e fu uno dei primi comuni dell'hinterland catanese ad accogliere l'imponente flusso migratorio di famiglie provenienti dal capoluogo, che proseguì soprattutto nei decenni successivi. A partire dal 2005, i valori del saldo migratorio hanno assunto segno negativo, poiché il numero di cancellati è superiore agli iscritti, salvo registrare un valore leggermente positivo nel 2018 (+ 94 unità).
Dal 2016, negativi sono anche i valori del saldo naturale: al 31 dicembre 2018 il numero dei nati risultava essere di 197 unità (7,7‰), quello dei decessi di 266 unità (10,4‰), da cui si ottiene un saldo naturale negativo di 69 unità (- 2,7‰).

### Etnie e minoranze straniere
La popolazione con cittadinanza straniera a Gravina di Catania, al 1º gennaio 2018 risulta essere di 344 unità, pari all'1,2% della popolazione. La metà degli stranieri regolarmente residenti proviene da Romania, Sri Lanka, Repubblica Popolare Cinese e Mauritius.

### Lingue e dialetti
Il dialetto parlato dalla popolazione di Gravina è quello catanese.

### Religione
La religione più diffusa tra la sua popolazione è il cattolicesimo: la cittadina etnea, che fa parte dell'Arcidiocesi di Catania è sede del IX Vicariato, ed ha come patrono il santo cattolico Antonio di Padova.

### Tradizioni e folclore
L'evento più significativo che si svolge a Gravina, sono i festeggiamenti in onore al patrono Sant'Antonio di Padova, che ricorrono annualmente il 13 giugno. La festa patronale attira numerosi devoti del frate portoghese dai comuni limitrofi e molti turisti; la processione - preceduta dalla benedizione del pane ai fedeli - avviene con l'uscita del Santo dalla Chiesa Madre, trasportato dai devoti per le strade del centro storico.
Altra importante festa religiosa, e sentita dalla comunità gravinese, è quella in onore alla Madonna del Rosario, che si svolge annualmente la prima e l'ultima domenica di ottobre.

### Istituzioni, enti e associazioni
A Gravina di Catania ha sede una stazione dell'Arma dei Carabinieri, intitolata ad Antonino Fazio (1920-1940), carabiniere gravinese caduto nella seconda guerra mondiale sul fronte greco ed insignito post mortem della medaglia di bronzo al Valor militare. La caserma, sede di compagnia, ospita il Nucleo operativo radiomobile ed ha competenza anche nei comuni viciniori.
In ambito sanitario, Gravina è sede dell'omonimo distretto sanitario dell'ASP 3 Catania, che comprende anche i comuni di Camporotondo Etneo, Mascalucia, Nicolosi, Pedara, Sant'Agata li Battiati, San Giovanni La Punta, San Gregorio di Catania, San Pietro Clarenza, Trecastagni, Tremestieri Etneo, Valverde e Viagrande. Nel comune etneo opera un poliambulatorio di continuità assistenziale, specializzato in allergologia, angiologia, cardiologia, dermatologia, diabetologia, endocrinologia, nefrologia, neurologia, oculistica, odontoiatria, ortopedia, otorinolaringoiatria, radiologia e reumatologia.
Presenti nel comune etneo anche note associazioni di volontariato come la Fratres, che opera nell'ambito della donazione di sangue e la Misericordia di Gravina di Catania impegnata nel socio-sanitario dal 1984. Esistono anche delle associazioni culturali, di cui la più importante è la Associazione Gravina Arte, che opera dal 1984, riconosciuta dal Comune di Gravina e dallo Stato, dal 2011, come un'associazione di interesse comunale e nazionale per il lavoro di ricerca e di diffusione delle tradizioni popolari e per il lavoro realizzato nell'ambito del territorio.

### Qualità della vita
I dati sulla disoccupazione, seppur con una percentuale del 19,8% nel 2011, è tra i più bassi della provincia, mentre invece è elevato quello relativo ai giovani, con il 55%. Per la maggior parte della popolazione attiva, Gravina rappresenta una "città dormitorio", poiché ha il proprio impiego lavorativo al di fuori del proprio comune di residenza, e perciò il tasso di mobilità occupazionale verso altri comuni, e in particolare verso Catania, è tra i più elevati in assoluto (446,8%). Il pendolarismo costituisce il 72% degli spostamenti complessivi compiuti quotidianamente dai cittadini residenti a Gravina, dei quali il 69,6% per motivi di lavoro e il 30% per motivi di studio.
Tra i più bassi della provincia e a livello regionale, è anche il suo indice di vulnerabilità sociale e materiale (100,6 nel 2011). Elevato è il tasso di proprietà immobiliare, con un valore al 71,4%.
Maggiori situazioni di disagio economico, sociale e culturale, si registrano nel popolare rione di San Paolo. Una relazione della Commissione parlamentare antimafia del 1990, indicava i quartieri gravinesi di Fasano e San Paolo, come ad alta concentrazione di malviventi.

## Cultura
A Gravina di Catania si trova una biblioteca comunale, ubicata presso il Centro Civico, che dispone di un patrimonio formato da 12.000 volumi e riviste.
Nel territorio di Gravina sono presenti 6 scuole dell'infanzia, 5 scuole di istruzione primaria, 4 scuole di istruzione secondaria di primo grado, e 1 scuole di istruzione secondaria di secondo grado (liceo delle scienze umane). Dei 16 edifici scolastici presenti a Gravina, 9 sorgono nei popolosi rioni di Fasano e San Paolo.

## Eventi
A Gravina di Catania, dal 2012 nel mese di settembre, ha luogo il Festival della Birra, che si svolge all'interno del centro commerciale Katané. Dal 2018, nel periodo natalizio, si svolge una mostra sull'artigianato denominata "ArtigiàNatale", nel quartiere San Paolo.

## Geografia antropica

### Urbanistica
In conseguenza del consistente flusso migratorio che la interessò nella seconda metà del XX secolo, Gravina di Catania presenta una superficie territoriale con un tasso di edificazione del 96,03%, tra i più elevati della Sicilia. Per la sua continuità territoriale e la forte interazione socioeconomica con Catania, ed essendo tra i comuni dell'hinterland maggiormente coinvolti nel processo di conurbazione, di fatto costituisce un "comune satellite" del capoluogo.
Il nucleo originale del suo abitato, il cui impianto risale al XVIII secolo, si sviluppa nella zona ovest del territorio, lungo la Via Etnea, che rappresenta la strada principale, il cui percorso inizia nella parte sudest al confine con Sant'Agata li Battiati e il quartiere catanese di Barriera del Bosco, e conduce verso Mascalucia. Il centro storico di Gravina è caratterizzato dalla presenza di strade strette e vicoli, ed è priva di piazze. La via Roma e la via Vittorio Emanuele conducono verso la "parte moderna" della cittadina, ad est, la cui strada principale è la Via Antonio Gramsci, ossia la SP 10, che costituisce la principale direttrice nel traffico veicolare verso Catania, proveniente dai comuni del suo hinterland. La SP 10 incrocia un'altra strada importante, la Via San Paolo, che conduce ed attraversa l'omonimo quartiere.

### Suddivisioni territoriali e contrade
Il territorio di Gravina di Catania è suddiviso in tre quartieri: Centro, Fasano e San Paolo.
Sono inoltre presenti le seguenti contrade, situate in quelle aree dove sorgevano terreni agricoli: Carubbella, Milanese, Monaco, Monti Arsi, Ràsula Alta, Scala Grande, Urna Alessi.

## Economia
Prima della grande urbanizzazione, il territorio di Gravina di Catania era caratterizzato dalla presenza di vaste aree agricole. L'agricoltura era infatti il principale settore economico della cittadina etnea fino alla prima metà del XX secolo, e consisteva nella coltivazione di agrumi, ficodindia, mandorle, olive ed uva. Molto importante anche l'artigianato, la produzione del vino, e l'estrazione e lavorazione della pietra rossa.
L'economia di Gravina risulta essere molto terziarizzata, e prevale il settore del commercio e dei servizi. Il 5 maggio 2009 è stato inaugurato il centro commerciale "Katanè", che sorge in via Quasimodo su un'area di 15.000 mq, ed è costituito da una galleria di 14.912 mq (GLA) con 72 negozi e un ipermercato Ipercoop (13.663 mq di GLA e 7.750 mq di area di vendita).

## Infrastrutture e trasporti

### Strade
Gravina di Catania per la sua posizione geografica, costituisce un importante punto di passaggio per i veicoli provenienti da Catania e diretti verso altri comuni etnei, ed è attraversata dalla Strada provinciale 10 per Nicolosi. Inoltre è servita da uno svincolo della tangenziale di Catania.

### Mobilità urbana
Gravina è servita da una linea di autobus extraurbani dell'Azienda Siciliana Trasporti, lungo la direttrici Catania-Sant'Agata Li Battiati attraverso Mascalucia e San Giovanni La Punta.
Dal marzo 2021 è attiva la linea 901 del servizio autobus dell'Azienda Metropolitana Trasporti e Sosta Catania, che collega Gravina direttamente col centro di Catania.

## Amministrazione
Di seguito è presentata una tabella relativa alle amministrazioni che si sono succedute in questo comune a partire dal 1987.
| Periodo          | Periodo         | Primo cittadino            | Partito                                                   | Carica  | Note   |
| ---------------- | --------------- | -------------------------- | --------------------------------------------------------- | ------- | ------ |
| 15 dicembre 1987 | 18 giugno 1990  | Nunzio Guardo              | Democrazia Cristiana                                      | Sindaco | [ 77 ] |
| 18 giugno 1990   | 7 dicembre 1990 | Santo Spampinato           | Democrazia Cristiana                                      | Sindaco | [ 77 ] |
| 7 dicembre 1990  | 15 luglio 1992  | Filippo Giuffrida          | Democrazia Cristiana                                      | Sindaco | [ 77 ] |
| 17 luglio 1992   | 27 giugno 1994  | Giuseppe Ponzo             | Democrazia Cristiana                                      | Sindaco | [ 77 ] |
| 28 giugno 1994   | 8 giugno 1998   | Fabrizio Giovanni Donzelli |                                                           | Sindaco | [ 77 ] |
| 8 giugno 1998    | 27 maggio 2003  | Fabrizio Giovanni Donzelli | Forza Italia                                              | Sindaco | [ 77 ] |
| 27 maggio 2003   | 1º luglio 2008  | Gaetano Bonfiglio          | Movimento per le Autonomie, Forza Italia                  | Sindaco | [ 77 ] |
| 1º luglio 2008   | 12 giugno 2013  | Domenico Rapisarda         | centro-destra                                             | Sindaco | [ 77 ] |
| 12 giugno 2013   | 11 giugno 2018  | Domenico Rapisarda         | centro-destra                                             | Sindaco | [ 77 ] |
| 11 giugno 2018   | 28 maggio 2023  | Massimiliano Giammusso     | Liste civiche di centro-destra                            | Sindaco | [ 77 ] |
| 28 maggio 2023   | in carica       | Massimiliano Giammusso     | Fratelli di Gravina, SCN e liste civiche di centro-destra | Sindaco | [ 77 ] |

### Altre informazioni amministrative
Il comune di Gravina di Catania fa parte delle seguenti organizzazioni sovracomunali:
- regione agraria n.8 (Piana di Catania)[78];
- patto territoriale "Sud Etneo".[79]

## Sport
A Gravina di Catania operano alcune società sportive. La più conosciuta di queste opera nel calcio, ed è il Football Club Gravina 2018, fondata nel 2018, i cui colori sociali sono il bianco e il verde, che milita in Prima Categoria. In passato, fu attiva la Società Sportiva Gravina Katane Sivoriana, fondata nel 1983, che vinse il campionato di Eccellenza Sicilia 1993-1994  e successivamente partecipò a tre campionati consecutivi del Campionato Nazionale Dilettanti nelle stagioni 1994-95, 1995-96 e 1996-97. Il miglior piazzamento ottenuto nel CND fu l'undicesimo posto conquistato nella stagione 1994-95.
L'Associazione Calcio Femminile Gravina era la squadra calcistica femminile del paese, fondata nel 1976. Dai colori sociali biancorossi, ha disputato 12 campionati di Serie A ed è stata attiva fino 2006. Il miglior risultato è stato un sesto posto ottenuto nelle stagioni 1991-92 e 1992-93.
La squadra di pallacanestro maschile è la Sport Club Gravina.
L'ASD U.S.CO. Gravina, fondata nel 1978, è composta da diverse squadre di pallavolo maschile e femminile iscritte ai campionati senior e giovanili.

### Impianti sportivi
Il maggiore impianto sportivo di Gravina di Catania è lo stadio comunale "Giacomo Matteotti", inaugurato nel 1971 e successivamente ampliato con la costruzione della tribuna coperta sul finire degli anni settanta. Il campo di gioco, destinato al calcio e al rugby, è in terra battuta, e la capienza massima sugli spalti è di circa 500 spettatori.
Adiacente allo stadio, vi è la palestra comunale, costruita negli anni ottanta, e destinata alle squadre di pallacanestro e di pallavolo.